# Тара Хилс
Тара Хилс (Tara Hills) е населено място в окръг Контра Коста, в района на залива на Сан Франциско, щата Калифорния, Съединените американски щати.
Има население от 5332 души (2000) и е с обща площ от 2 км² (0,8 мили²), изцяло суша.
1. ↑  data.census.gov //   Посетен на 1 януари 2022 г.